# Weißbinden-Zaunkönig
Der Weißbinden-Zaunkönig (Microcerculus bambla) ist eine Vogelart aus der Familie der Zaunkönige (Troglodytidae), die in Kolumbien, Venezuela, Guyana, Suriname, Französisch-Guayana, Brasilien, Ecuador und Peru verbreitet ist. Der Bestand wird von der IUCN als nicht gefährdet (Least Concern) eingeschätzt.

## Merkmale

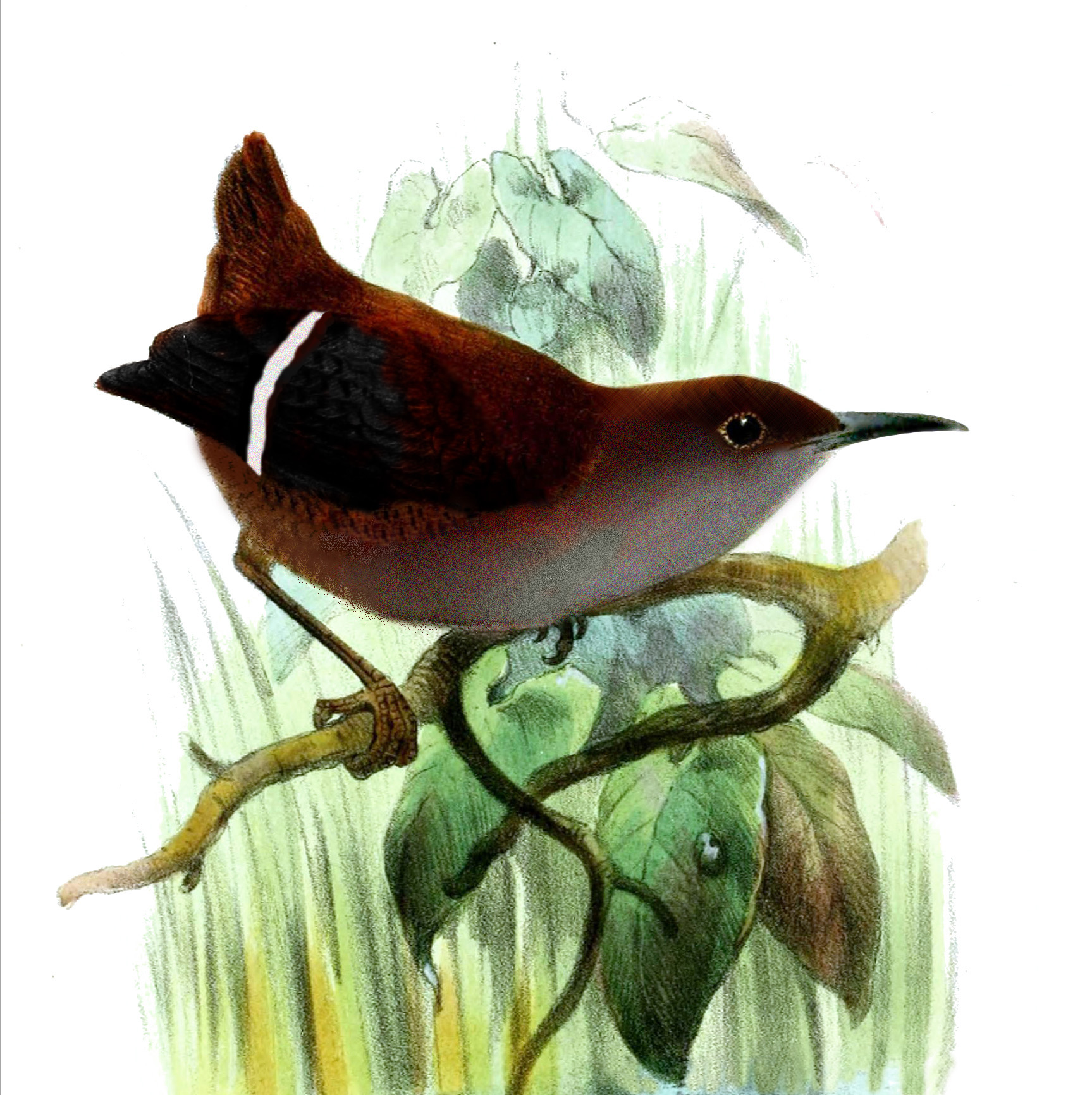

Der Weißbinden-Zaunkönig erreicht eine Körperlänge von etwa 11,5 cm bei einem Gewicht von 17,0 bis 19,0 g. Er hat dunkelbraune Zügel und Ohrdecken. Der Oberkopf und die Oberseite sind schwärzlich braun, wobei jede Feder undeutliche dunklere braune Spitzen aufweist. Die Handschwingen, die Armschwingen und die Oberflügeldecken sind dunkel schokoladenbraun, die großen Handdecken mit auffälligem weißen Spitzen, die eine weiße Binde über dem geschlossenen Flügel bilden. Die Randdecken haben enge weiße Spitzen. Der Schwanz ist sehr kurz, die Steuerfedern schwärzlich braun mit undeutlichen schwarz braunen Streifen. Das Kinn ist matt grau, die Kehle dunkel grau, die Brust graubraun mit undeutlichen dunkleren Federspitzen. Der Bauch und die Flanken sind brauner als die Brust und schwach gestreift. Die Augen sind braun, der Oberschnabel schwarz, der Unterschnabel gelblich bis fleischfarbenpink mit dunkelbrauner Spitze und die Beine bräunlich grau. Beide Geschlechter ähneln sich. Jungtiere unterscheiden sich von erwachsenen Vögeln durch die fehlen Binde am Flügel und die etwas schuppiger wirkende Unterseite.

## Verhalten und Ernährung
Erwachsene Weißbinden-Zaunkönige in Französisch-Guayana mit Schmetterlingen, Würmern, Heuschrecken, Webspinnen und kleinen Fröschen im Mund beobachtet, die sie an ihr Nest brachten. Ansonsten liegen keine weiteren Daten zu seiner Beute vor. Sein Futter sucht er am Boden oder zumindest relativ bodennah. Er scheint sich darauf spezialisiert zu haben, verrottete Baumstämme und den Abfall von zerfallenen Bäumen zu untersuchen. Oft verschwindet er dabei für einige Sekunden in Aushöhlungen. Es scheint seltener vorzukommen, dass er Laubabfall durchstöbert, was andere Mitglieder der gleichen Gattung gerne machen.

## Lautäußerungen
Der Gesang des Weißbinden-Zaunkönigs besteht aus einer schönen Serie von drei bis sechs klaren, hellen Tönen, die von kurzen Pausen unterbrochen werden. Manchmal endet es nach dem Vorspiel oder es geht mit einer Serie ansteigender Töne weiter, die mit einem langen anhaltendem Glissando aus kürzeren und tieferen Lauten zusammengeführt wird. Sein Ruf beinhaltet einen scharfen metallischen  klick-Laut.

## Fortpflanzung
Zwei Nester des Weißbinden-Zaunkönigs im Nouragues Nature Reserve wurden am 21. und 22. März beobachtet. Dabei schufen einzelne Exemplare Futter herbei. Beide Nester befanden sich in Löchern von Termitennestern an zerfallenen Bäumen. Diese Löcher waren vermutlich zuvor vom Gelbschnabel-Glanzvogel (Galbula albirostris Latham, 1790) genutzt worden. Beide Löcher enthielten gut gewachsene Nestlinge, die von beiden Eltern gefüttert wurden.

## Verbreitung und Lebensraum
Der Weißbinden-Zaunkönig bevorzugt die Regenwälder der Tiefebenen, inklusive Wald mit dichtem Unterholz, aber auch offenere Bereiche. Wichtig scheint für ihn feuchtes Unterholz mit verrottenden Löchern. Er bewegt sich in Höhenlagen von Meeresspiegel bis 1100 Meter. In Venezuela kann er bis 1500 Meter vorkommen. Meist besetzt er die tieferen Höhenlagen, die nicht vom Flötenzaunkönig (Microcerculus ustulatus Salvin & Godman, 1883) bewohnt werden.

## Migration
Es wird vermutet, dass der Weißbinden-Zaunkönig ein Standvogel ist.

## Unterarten
Es sind drei Unterarten bekannt:
- Microcerculus bambla albigularis (Sclater, PL, 1858)[3]  kommt im Osten Ecuadors, dem Osten Perus und dem Nordwesten Brasiliens vor. Die Subspezies ähnelt M. b. caurensis hat aber eine blassere Kehle.[1]
- Microcerculus bambla caurensis Berlepsch & Hartert, E 1902[4] ist im Osten Kolumbiens und dem Süden Venezuelas verbreitet. Die Unterart ist auf der Oberseite heller rötlich und weist keine Markierungen an Rücken, Brust und Flanken auf.[1]
- Microcerculus bambla bambla (Boddaert, 1783)[5] kommt im Osten Venezuelas, den Guyanas und dem Norden Brasiliens vor.

## Etymologie und Forschungsgeschichte
Die Erstbeschreibung des Nachtigallzaunkönigs erfolgte 1783 durch Pieter Boddaert unter dem wissenschaftlichen Namen Formicerius bambla. Die Beschreibung bezog sich auf den Trivialname le Bambala aus Georges-Louis Leclerc de Buffon Histoire naturelle des oiseaux. 1861 führte Philip Lutley Sclater die für die Wissenschaft neue Gattung Microcerculus ein. Dieser Name leitet sich von »mikros « für »klein« und »kerkos κερκος« für »Schwanz« ab. Der Artname »bambla« ist ein Homophon für »bande blanche (weißes Band)«. So schrieb Buffon: Ich habe es so genannt, weil es auf jedem Flügel einen weißen Querstreifen hat. »Caurensis« bezieht sich auf das Caura-Distrikt oder den Río Caura in Venezuela. »Albigularis« ist ein lateinisches Wortgebilde aus »albus« für »weiß« und »gularis, gula« für »-kehlig, Kehle«.